# Metonomastus mariae
Metonomastus mariae är en mångfotingart som först beskrevs av Pius Strasser 1965.  Metonomastus mariae ingår i släktet Metonomastus och familjen orangeridubbelfotingar. Inga underarter finns listade i Catalogue of Life.